# Kageshwari-Manohara
Kageshwari-Manohara (Nepali कागेश्वरी–मनोहरा) ist eine Stadt (Munizipalität) im Kathmandutal in Nepal und gehört zum Ballungsraum Kathmandu.
Die im Osten des Distrikts Kathmandu gelegene Stadt entstand 2014 durch Zusammenlegung der sechs Village Development Committees (VDCs) Aalapot, Bhadrabas, Danchhi, Gagalphedi, Gothatar und Mulpani.
Die Stadtverwaltung liegt im Verwaltungsgebäude des ehemaligen VDC Danchhhi.
Das Stadtgebiet umfasst 27,5 km². Es grenzt im Südwesten an das Stadtgebiet von Kathmandu (Flughafen), im Westen an die neue Stadt Gokarneshwar, im Süden an Madhyapur Thimi und im Osten bzw. Nordosten an die ebenfalls neu geschaffenen Städte Changunarayan und Shankharapur; im Norden hat es Anteil am Shivapuri Nagarjun Nationalpark.

## Einwohner
Bei der Volkszählung 2011 hatten die VDCs, aus welchen die Stadt Kageshwari-Manohara entstand, 60.237 Einwohner (30.233 männlich und 30.004 weiblich) in 14.329 Haushalten.